# レスリー・チャータリス
レスリー・チャータリス（英: Leslie Charteris、1907年5月12日 - 1993年4月15日）は、推理作家で映画脚本家。シンガポール生まれの中国人とイングランド人の混血で、本名は Leslie Charles Bowyer-Yin。サイモン・テンプラー、通称「セイント（聖人）」の冒険を記した多数の小説でよく知られている。

## 生涯
チャータリスは中国人の父とイングランド人の母の間に生まれた。父は医者で、その祖先は殷の皇帝まで遡ると自称していた。チャータリスは幼いころから文章を書くことに長け、ある時など自作の短編小説と詩と論説と記事、果てはマンガまで書いて1冊の雑誌を作ったことがある。ランカシャー フリートウッド の Rossall School に入学。
ケンブリッジ大学キングス・カレッジに入学した年に書いた小説が売れると、大学を辞め作家として1人立ちすることにした。チャータリスは因習にとらわれず、したいことをして裕福になりたいと考えていた。その後もスリラー小説を書きつつ、貨物船での荷役、宿屋のバーテンなど仕事を転々とした。他にも、金を採掘したり、真珠を採ったり、すず鉱山やゴム栽培園で働き、巡回ショーでイギリス中を回り、バスの運転手を勤めた。1926年、彼は姓を法的にチャータリスに変更した。この姓の由来は Francis Charteris（18世紀のスコットランドの貴族）と言われているが、BBC Radio 4 のドキュメンタリー "Leslie Charteris – A Saintly Centennial" でチャータリスの娘が語ったところによれば、電話帳からその姓を選んだだけだという。
長編3作目 Meet - The Tiger!（1928年）で、有名なサイモン・テンプラーが初めて登場し、人気が高まった。しかし1980年に再版された際に、チャータリスは序文でこの作品の出来には不満足であり、単にセイントシリーズの出発点という意味しかないと示唆している。チャータリスは Meet - The Tiger! を無視して2作目の Enter the Saint がセイントシリーズの最初だと主張することもあった。例えば、1960年代に Fiction Publishing Company（ダブルデイのインプリント）が再版した Enter the Saint では、本人が序文でそのように書いている。
小説家としてのライフワークがサイモン・テンプラーを主人公とするセイントシリーズだったのは確かで、他の小説は数少ない。例えば、ディアナ・ダービン主演の Lady on a Train の脚本を自らノベライズしたものや、Manuel Chaves Nogales の Juan Belmonte: Killer of Bulls を英訳したものなどがある。セイントシリーズについては長編、中篇、短編を35年間以上書き続けた。ちなみにさらにその後の20年間はゴーストライターにセイントシリーズを書かせ、自分は編集者のような役割を演じ、時には推敲もした。
1932年、アメリカ合衆国に移住。そこで短編小説を書きながら、パラマウント映画の脚本家となり、ジョージ・ラフト 主演の The Midnight Club の脚本を執筆した。そのころヒンデンブルク号に搭乗してニュージャージー州まで旅したことがある（有名なヒンデンブルク号爆発事故はその翌年）。
チャータリスは中国人との混血であったため、中国人排斥法（中国人の血が50%以上入っている人はアメリカに移住できないとする法律）のせいでアメリカでの永住権を得られなかった。そのため、6カ月ごとにビザを更新する必要があった。その後、議会は彼と彼の娘に帰化資格があると認め、アメリカでの永住権を与えた。
1940年代になると、セイントシリーズを執筆する傍ら、ベイジル・ラスボーン主演のシャーロック・ホームズのラジオドラマシリーズの脚本を書いた。1941年にはライフ誌上でセイントシリーズの短編が写真入りで掲載されたが、その写真でチャータリス本人がサイモン・テンプラーを演じていた。また、セイントシリーズがコミック化され、チャータリスがストーリー原案を作った。
1940年代には、セイントシリーズをベースにした映画がいくつか公開され、それなりに成功を収めた（シリーズをベースにしているが、特定の小説のストーリーに基づいていないものが多い）。
1952年、ハリウッド女優 オードリー・ロング（1922年生）と結婚。2人はイングランドに戻り、チャータリスは最終的にはサリーに落ち着いた。
作家としてはしばらく低迷したが、1962年から1969年、イギリスでロジャー・ムーア主演のテレビドラマシリーズ「セイント 天国野郎」が放送された。
このシリーズでは多くのエピソードがチャータリスの短編をベースにしている。後の方になるとオリジナル脚本も使われ、チャータリスはそれらもノベライズしてセイントシリーズに加えた（The Saint on TV や The Saint and the Fiction Makers といったそれらの本にはチャータリスが作者として出ているが、実際には別に作者がいる）。その後、短期間ではあるが イアン・オギルビー 主演のテレビシリーズ Return of the Saint（邦題「テンプラーの華麗な冒険」） が放送され、さらに1980年代にはオーストラリアで サイモン・ダットン 主演のシリーズが制作された。これらによりセイントシリーズの寿命が延びた。1980年代には実現しなかったものの、アメリカでのテレビシリーズの話があってパイロット版だけが制作され放送された。
小説家として以外に、チャータリスはアメリカの雑誌に料理のコラムを書いていた。Paleneo という絵画的言語も考案し、それについても本を書いている。さらにメンサの初期メンバーの1人でもあった。
セイントシリーズは百冊近くの本になっていった。チャータリス自身は1963年の The Saint in the Sun を最後に直接執筆することを辞めた。翌年出版された Vendetta for the Saint はチャータリス作とされていたが、実際にはSF作家ハリイ・ハリスンが作者である。その後、上述の通りテレビシリーズからのノベライズが出版されたが、これらも作者は別にいる（ただし、1970年代のいくつかの作品はチャータリスとの合作である）。Return of the Saint の脚本からもノベライズもある。チャータリスはこれら後期の作品については編集者として関わった。The Saint Mystery Magazine という雑誌の編集も行った。セイントシリーズの最後の作品は1983年の Salvage for the Saint である。
1997年のヴァル・キルマー主演の映画『セイント』はセイントシリーズのキャラクター設定を使った作品で、そのノベライズが出版された。また同年、チャータリス自身が1930年代に創設したファンクラブ "The Saint Club" もオリジナルの小説を出版した。これらの作者はいずれも Burl Barer で、彼はチャータリスとセイントシリーズについての本も書いている。
チャータリスは1993年4月16日、ウィンザーで亡くなった。

## 結婚歴
チャータリスは4回結婚している。
1. Pauline Schishkin と
2. Barbara Meyer と
3. Elizabeth Bryant Borst と
4. （1952年）女優 オードリー・ロング（1922年生）と

## サイモン・テンブラー(セイント) シリーズ
日本語訳されたもの

### 長編
- 『聖者ニューヨークに現わる』（The Saint in New York (1935)、中桐雅夫訳、ハヤカワ・ミステリ） 1957
- 『聖者の復讐』（The Avenging Saint (1930)、村崎敏郎訳、六興出版、名作推理小説選111） 1957

### 短編集
- 『聖者対警視庁（スコットランド・ヤード）』（黒沼健訳、日本出版協同、異色探偵小説選集6） 1953、のち改題『奇跡のお茶事件』（新潮文庫） 1959

「奇跡のお茶事件」「ホグズボサム事件」を収録

### 短編集未収録の短編
- 「セイント闇に溺れる」（The Darker Drink、泉信也訳、日本版EQMM 1965/6 No.109掲載）
- 「セイントと因業家主」（The Saint and the Unpopular Landlord、森幹男訳、日本版EQMM 1965/9 No.112掲載）
- 「奇妙な遺産」（The Queer Legacy、水谷準訳、別冊宝石 1958/11/15 No.81掲載）
- 「セイントと謎の故買人」（The High Fence、樫村剛訳、ミステリマガジン 1966/11 No.127掲載）
- 「パリのセイント」（Paris Adventure、深町眞理子訳、ミステリマガジン 1968/12 No.152掲載）
- 「セイント、油揚げをさらう」（The Brain Workers、小尾芙佐訳、ミステリマガジン 1970/6 No.170掲載）
- 「詐欺師セイント」（The Perfect Crime、小尾芙佐訳、ミステリマガジン 1972/3 No.191掲載）
- 「五千ポンドの接吻」（The Five Thousand Pound Kiss、山田摩耶訳、別冊宝石 1958/6/15 No.77掲載）
- 「盲点」（The Blind Spot、厚木淳訳、創元推理文庫、エラリイ・クイーン編『完全犯罪大百科』）
- 「聖者の金儲け」（The Unusual Ending、村社伸訳、ミステリマガジン 1972/11 No.199掲載）
- 「オーナーズ・ハンディキャップ」（The Owners' Handicap、奥村章子訳、ハヤカワ・ミステリ文庫、リチャード・ペイトン編『敗者ばかりの日』）
- 「贋金つくり」（The Green Goods Man、中桐雅夫訳、日本版EQMM 1957/5 No.11掲載）
- 「女相続人」（The Wicked Cousin、村社伸訳、ミステリマガジン 1973/1 No.201掲載）
- 「名優セイント」（The Star Producers、小倉多加志訳、ミステリマガジン 1973/5 No.205掲載）
- 「いかさま賭博」（The Mud's Game、宇野利泰訳、創元推理文庫、江戸川乱歩編『世界短編傑作集4』）、のち『世界短編傑作集5 新版』
- 「クォーター・デッキ・クラブ」（The Quarterdeck Club、田中小実昌訳、日本版EQMM 1961/7 No.61掲載）
- 「棄て罠」（Salt on His Tail、井上一夫訳、日本版EQMM 1958/9 No.27掲載）
- 「“セイント” - スイスの休日」（The Loaded Tourist、飯島永昭訳、マンハント 1962/2 No.43掲載）
- 「神の矢」（The Arrow of God、井上一夫訳、日本版EQMM 1958/5 No.23掲載）、のちハヤカワ・ミステリ『名探偵登場5』
- 「セイント、パリへゆく」（The Covetous Headsman、汀一弘訳、EQ 1984/11 No.42掲載）
- 「聖者、山賊に会う」（神林美和訳、ミステリーズ! 2007/December No.26掲載）

### ジュブナイル
- 『ねらわれる男』（野村愛正訳、講談社、少年少女世界探偵小説全集4） 1957
- 「あかつきの怪人」（福島正実訳、あかね書房、少年少女世界推理文学全集14『あかつきの怪人 / 暗黒街捜査官』） 1964
- 『あかつきの怪人』（常盤新平訳、偕成社、世界探偵名作シリーズ4） 1969
- 『なぞの怪盗セイント / 美少女と宝石』（常盤新平訳、鶴書房盛光社、ミステリ・ベストセラーズ） 1970
- 『怪盗サイモン・テンプラー』（長谷川甲二訳、集英社、ジュニア版世界の推理24） 1973
- 『怪盗セイントの金庫やぶり』（各務三郎訳、岩崎書店、世界の名探偵物語4） 1974、のち岩崎書店、名探偵なぞをとく7 1985
- 『怪紳士暗黒街を行く』（中尾明訳、あかね書房、推理・探偵傑作シリーズ17） 1974

## 短編
- 「魚怪」（Fish Story、井上一夫訳、ハヤカワSFシリーズ、ジュディス・メリル編『宇宙の妖怪たち』）
- 「暁の女神」（森幹男訳、ミステリマガジン 1968/3 No.143掲載）

## ノンフィクション他
- 「鐘楼の死体」（深町眞理子訳、ミステリマガジン 1967/9 No.137掲載） - ノンフィクション
- 「聖者の行進」（村社伸訳、ミステリマガジン 1973/1 No.201掲載） - ボブ・ルードルフとの対談